# Talmonty
Talmonty (biał. Тальманты; ros. Тальмонты) – chutor na Białorusi, w obwodzie grodzieńskim, w rejonie werenowskim, w sielsowiecie Dociszki.
W XIX w. okolica szlachecka i zaścianek. W dwudziestoleciu międzywojennym okolica szlachecka i folwark leżące w Polsce, w województwie nowogródzkim, w powiecie lidzkim (od 1 lipca 1926 do 19 maja 1930 w województwie wileńskim, w powiecie wileńsko-trockim), do 19 maja 1930 w gminie Koniawa, następnie w gminie Raduń.